# Settimana Santa di Enna

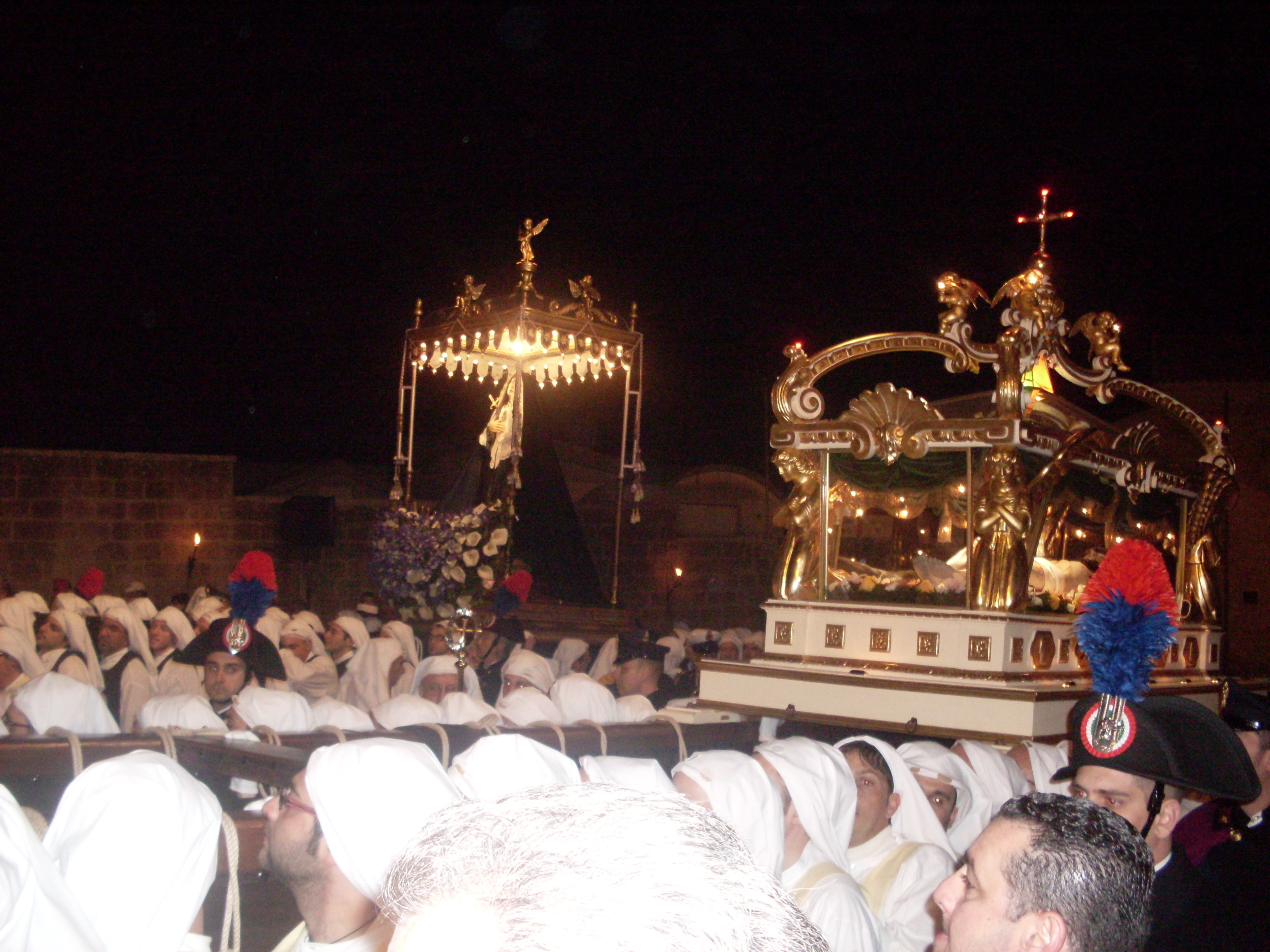
I fercoli del Cristo morto e dell'Addolorata durante la processione del Venerdì santo

La Settimana Santa di Enna è costituita da una serie di processioni religiose derivanti da antiche tradizioni di origine spagnola che si tengono annualmente a Enna in occasione della Settimana santa. Le celebrazioni attraggono migliaia di fedeli e di turisti e rappresentano l'evento più importante per la città e per la sua provincia, e uno dei più rilevanti tra i riti della Settimana Santa in Sicilia.
I riti sono stati inseriti dalla Regione Siciliana tra le manifestazioni a richiamo turistico internazionale e nel Registro Eredità Immateriali della Sicilia.
In occasione della processione del Venerdì santo sfilano circa 3.000 confrati incappucciati, che portano i fercoli del Cristo morto e della Madonna Addolorata, sulle note di diverse marce funebri.

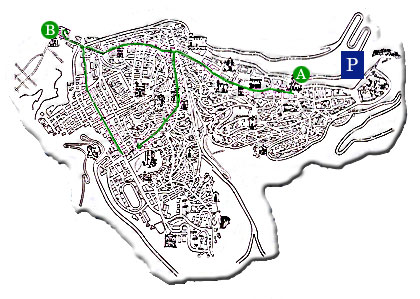
Pianta della Processione del venerdì Santo ad Enna: A indica il Duomo, da dove la processione si snoda lungo la linea verde (via Roma, via Libertà, viale Diaz). B è il piazzale del Cimitero dove avviene la benedizione, per poi ripartire in processione lungo la linea verde come indicato dalle frecce, e fino al Duomo.

## Storia
Le processioni sono legate alle prime confraternite ennesi, che sorsero già nel Basso Medioevo, ma fu il XVII secolo a segnare un loro notevolissimo incremento, addotto con ogni probabilità dall'avvento dell'influsso spagnolo sull'intera Sicilia, ma anche dalla cosiddetta controriforma cattolica che la Chiesa Romana promosse a seguito delle predicazioni d'ispirazione protestante.
Fu proprio la dominazione degli Spagnoli - che governarono l'Isola dal XV secolo fino al 1700 - a favorire la proliferazione delle confraternite, nate sulla base delle cofradias iberiche, a quei tempi vere e proprie congregazioni che esercitavano, grazie agli ampissimi poteri e privilegi loro conferiti dai re spagnoli, un ruolo sociale ed un potere sul popolo assai significativo. I sovrani, fortemente legati alla Chiesa e alle sue ramificazioni sul territorio, concedevano sovente i titoli regali alle confraternite più grandi o più prestigiose, che furono in grande numero, anche ad Enna, insignite delle onorificenze di Venerabile, Regale, Nobile e Lata.
La stessa gerarchia delle confraternite testimoniava il loro potere sul territorio, molto più radicato ed esteso rispetto finanche a quello regale: a capo di ciascuna congregazione veniva eletto il membro più anziano, al quale venivano automaticamente conferiti ampi privilegi. Egli infatti era detto Rettore della confraternita, e gli erano riconosciuti i titoli d'onore di Monsignore, Procuratore, Governatore, e rientrava a far parte di diritto del Civico Senato.
Tanto i Rettori erano influenti nella città - in cui erano visti come una sorta di casta autorità - che avevano addirittura la possibilità, limitata al giorno dei festeggiamenti per il Santo patrono della confraternita, di concedere la grazia a tre condannati a qualsiasi pena inclusa quella di morte.
Era il Rettore a presiedere tutte le assemblee delle confraternite, e a curare il bilancio di queste ultime, con l'aiuto di un cassiere e di un segretario. Ogni confraternita infatti possedeva un patrimonio non certo irrilevante, al contrario molto esteso in specie per quei secoli di grande povertà: tutte le congregazioni erano molto spesso beneficiarie di lasciti, ex voto, donazioni provenienti in particolare dalle classi più agiate.
Nel 1714, in piena fioritura delle confraternite ad Enna, il viceré di Sicilia Conte Annibale Maffei emise un decreto col quale istituì il Collegio dei Rettori, un organo che riuniva tutti i Rettori delle confraternite cittadine, originariamente a carattere spiccatamente economico, come desumibile dal nome che gli fu dato in principio, vale a dire Consiglio Economico delle Corporazione Religiose. Come prevedibile, il Collegio divenne presto l'organismo più potente ed influente esistente in città, giacché esso riuniva le maggiori autorità religiose.
Nel 1740, ad Enna vi erano 34 tra Confraternite, Compagnie e Collegi, tra cui a primeggiare era indubbiamente lo stesso Collegio dei Rettori: un numero spropositato di congregazioni religiose in rapporto alla popolazione della città, allora molto meno numerosa rispetto ad oggi, che riuscivano ad influire pesantemente sull'amministrazione della stessa e sul potere del sovrano. Il Collegio dei Rettori fu a tal punto ritenuto "pericoloso" per la libera gestione degli affari pubblici, da essere addirittura sciolto già nel 1783 dal Viceré del tempo.
Alcune confraternite furono costituite nell'allora Castrogiovanni (come era denominata Enna) dalla fine del XVIII secolo come mascheramento insospettabile di attività sovversive nei confronti dei Borboni, il cui strapotere nell'Italia meridionale non fu mai accettato dal popolo ennese, che si vide penalizzato in favore della vicina e filo-borbonica Caltanissetta.
Nel 1859, le attività dei liberali fervevano in tutta Italia, e ad Enna fu fissata un'importante riunione proprio il venerdì Santo, con l'intenzione di distogliere le forze dell'ordine dall'incontro segreto. Il vertice, in cui erano coinvolti anche personaggi di spicco nella lotta al regime borbonico a livello nazionale e anche l'influente barone Carini.
La polizia borbonica aveva rafforzato la sua sorveglianza. L'intera isola era cinta da un rigoroso isolamento dal continente. Solo nel maggio 1860, la spedizione dei Mille, capitanata da Giuseppe Garibaldi, sbarcò in Sicilia e liberò la città dai Borboni.
Nel 1944, dopo lo sbarco alleato in Sicilia, si ottenne la ricostituzione del Collegio, stavolta però con ben diverse funzioni, limitate infatti all'organizzazione più efficace dei riti religiosi pasquali e delle attività delle confraternite, e con ben più ristretti poteri. I componenti del Collegio sono attualmente 16.

### Le processioni annullate o sospese

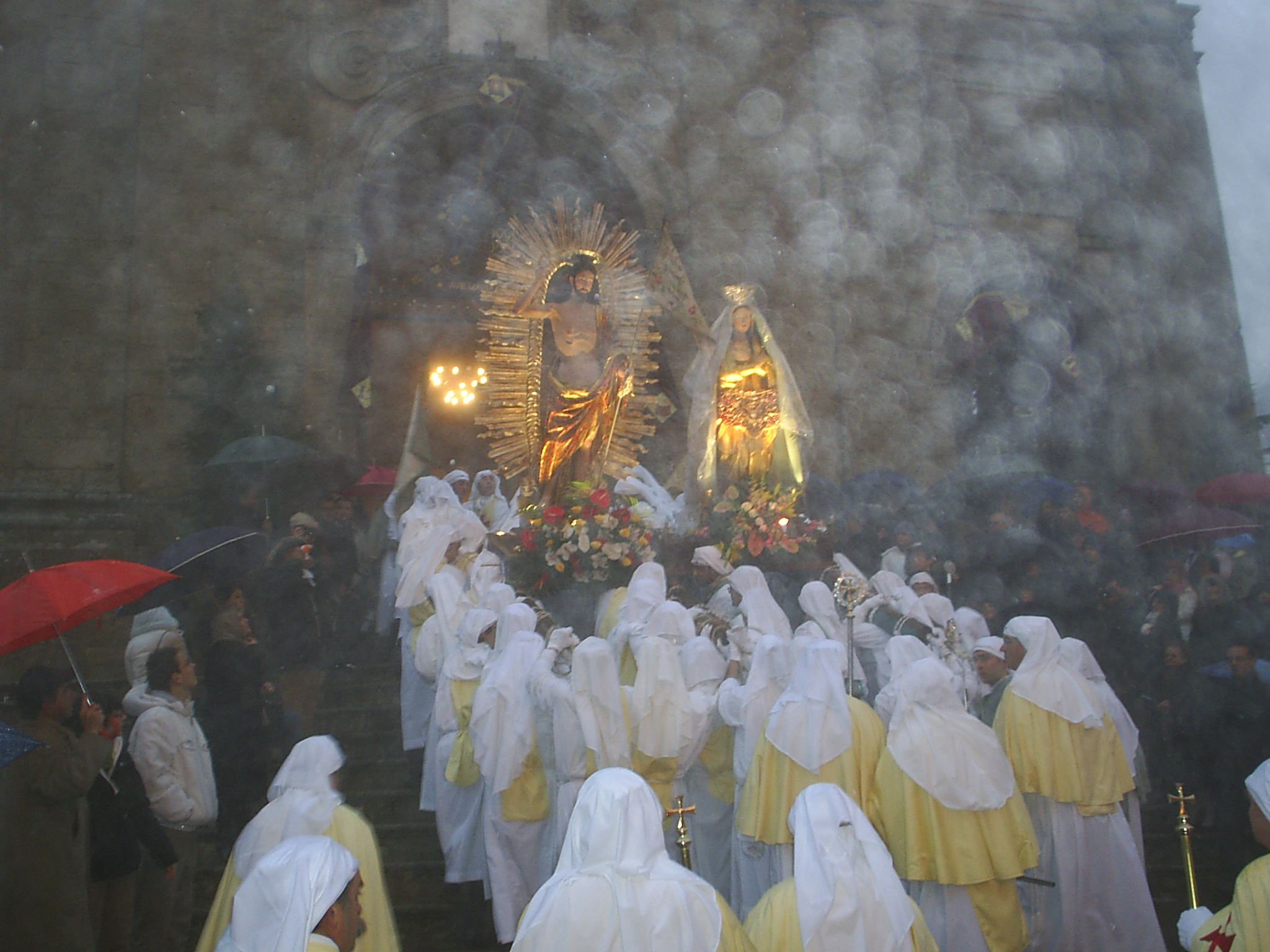
Processione della "Paci" con nebbia e pioggia.

In secoli di celebrazioni, i riti della Settimana Santa ennese hanno più volte conosciuto imprevisti, la maggior parte dei quali legati al maltempo che caratterizza il primo scorcio di primavera nelle zone, come la Sicilia centrale, dove vi è un clima di transizione tra il clima steppico e quello mediterraneo. In passato - ormai il riscaldamento globale ha notevolmente mitigato il clima ennese - la neve, la grandine, la pioggia, il vento o la nebbia accompagnavano puntualmente la Settimana santa.
Durante il freddissimo XVIII secolo il cattivo tempo sconvolse più volte le sacre funzioni. La processione del Venerdì santo, ad esempio, nel 1782 fu bloccata dalla neve molto alta: pare fu quello il primo anno, in cui, per causa di forza maggiore, l'evento religioso più sentito del periodo pasquale venne sospeso. Pochi anni dopo, nel 1798, quando la processione aveva ancora percorso un solo tratto di via Roma, si levò un vento fortissimo, che costrinse confrati e fedeli a rifugiarsi all'interno della vicina Chiesa di San Cataldo. A quella sorta di ciclone seguì una violenta grandinata, che impedì a quanti erano riparati in chiesa di uscire, non prima del mattino seguente.
Nell'Ottocento, si ebbero invece incidenti di diversa natura: nel 1812 si verificò il più grave mai registrato sino ai giorni nostri, ovvero l'esplosione per ragioni ignote di una fabbrica di petardi, che provocò due morti e numerosi feriti. Nel 1831, invece, 5 detenuti a pene gravi riuscirono a fuggire dalle prigioni allora situate nel Castello di Lombardia, durante la processione del venerdì Santo.
Nel 2009 la processione venne sospesa, causa maltempo, su decisione unanime del Collegio dei Rettori.
Nel 2020 e nel 2021 a causa della pandemia di COVID-19 la processione viene sospesa su disposizione del vescovo della diocesi monsignor Rosario Gisana.

## I riti

### Domenica delle Palme
Visita della Confraternita dello Spirito Santo alla Chiesa di San Leonardo
Alle ore 09:00 di Domenica delle palme, dalla Chiesa dello Spirito Santo muove l'omonima confraternita che, percorrendo via Spirito Santo, Piazza S. Bartolomeo, via Mercato e via Passione, giunge alla Chiesa di San Leonardo per rendere omaggio al simulacro dell'Ecce Homo intronizzato sull'altare maggiore, davanti al quale i confrati, dopo un breve momento di preghiera, partecipano alla celebrazione eucaristica.
L'ingresso di Gesù a Gerusalemme
I riti si aprono la Domenica delle palme, quando viene evocato l'ingresso di Gesù a Gerusalemme. Alle 10:00 del mattino, come detta la tradizione, presso il barocco Santuario di Papardura, arroccato sui ripidi fianchi della montagna su cui sorge la città, i confrati della Santissima Passione rappresentano l'arrivo del Messia nella città santa. Uno dei confrati, rappresentante Gesù, monta su un asinello, preceduto da dodici compagni, rappresentanti gli apostoli, che reggono ramoscelli di ulivo. Il corteo risale per la strada che porta in città, e viene accolto al quadrivio del Monte dalle rappresentanze delle confraternite e dalla banda in festa, circondata da un gran numero di fedeli.
A questo punto, la processione si ferma alla Chiesa di San Sebastiano, dinanzi alla quale viene posto un portale su cui vigilano due sentinelle romane dell'imperatore; Gesù sull'asinello e i dodici apostoli, attraversando tale portale fra gli osanna della folla, si avviano ad assistere alla benedizione delle palme e dei ramoscelli di ulivo, per poi guidare una grande processione che percorrerà la parte occidentale della città alta, ivi incluse le tortuose e pittoresche viuzze dei quartieri tradizionali come pure i rettilinei ed ampi viali della zona moderna. Quando finalmente la processione raggiunge la Chiesa di San Leonardo, essa viene accolta dai fedeli e dal suono delle campane, mentre all'interno si dà il via alla passione di Gesù di cui fa memoriale il simulacro dell'Ecce Homo.
La processione e l'adorazione in Duomo del Collegio dei Rettori

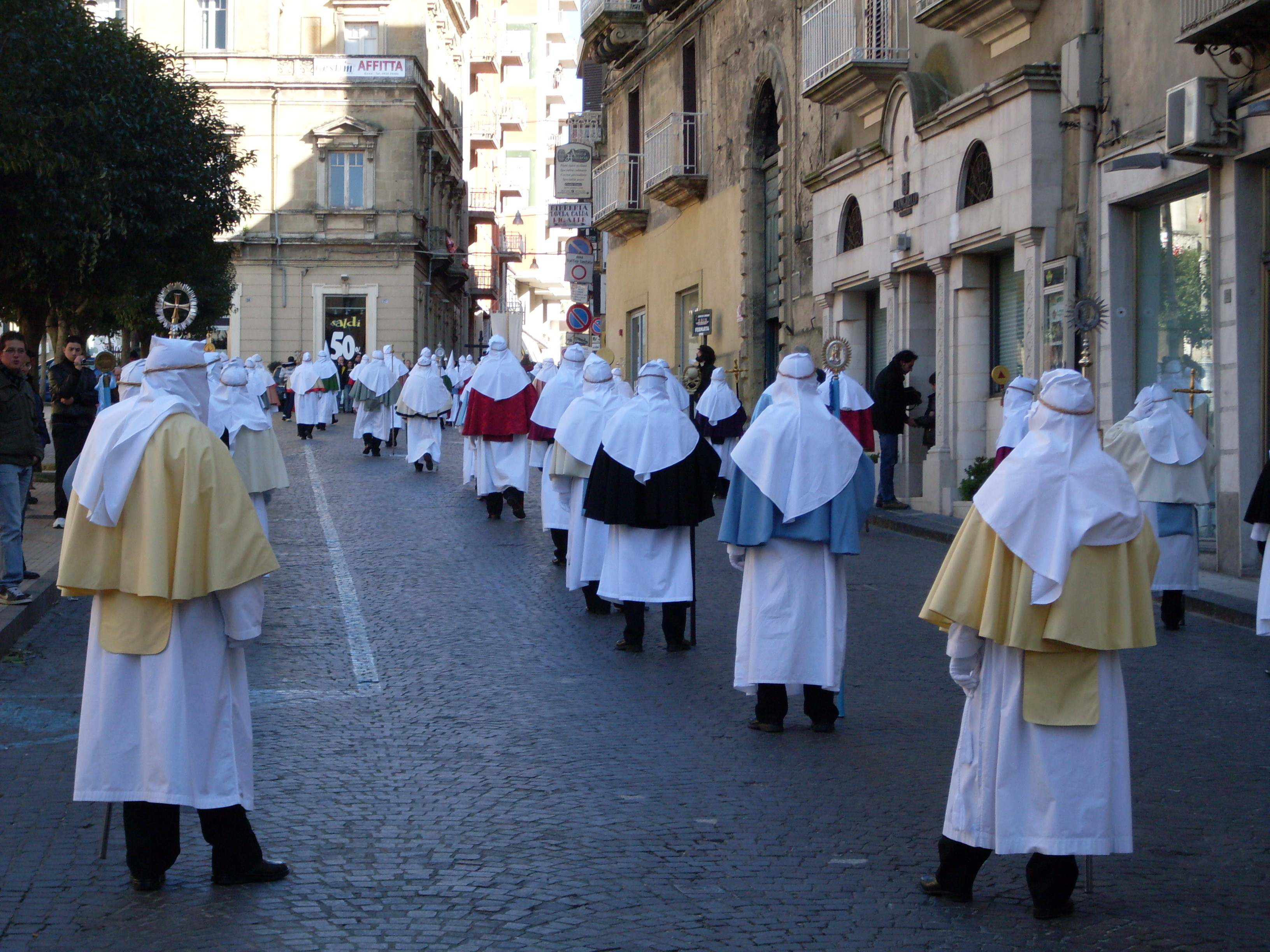
Il Collegio dei Rettori avanza verso il Duomo

Il pomeriggio, si riprendono le solennità alle 16:00 presso la Chiesa di Montesalvo, da dove ha inizio la processione cui partecipa il Collegio dei Rettori e le terzaglie, ovvero le rappresentanze di ciascuna confraternita, distinte dai colori differenti delle mantelline. Questa processione, si snoda per le vie principali di Enna Alta, percorrendo di fatto la via Roma per tutta la sua lunghezza fino ad arrivare al Duomo, dove il Collegio dei Rettori si riunisce in preghiera dinanzi al SS. Sacramento. Dopodiché, rispettando precedenze ben determinate, ogni confraternita effettua a turno, da qui al mercoledì Santo, un'ora di adorazione: in dialetto ennese, proprio per questo le confraternite sono altresì note come le ure.
Seguono le adorazioni delle confraternite in Duomo:

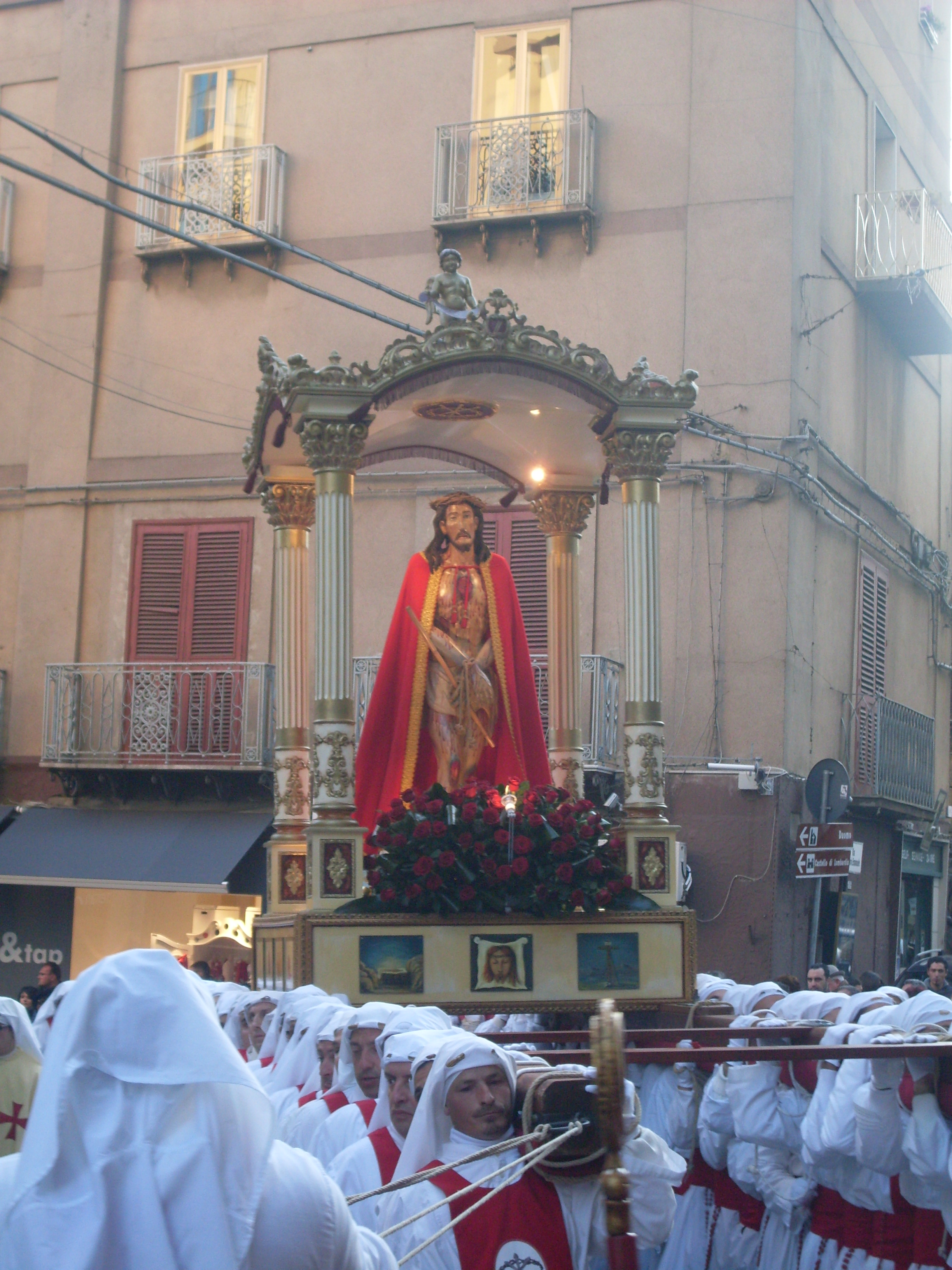
Momento della processione dell'Ecce Homo

- L'adorazione della Confraternita di Maria Santissima del Rosario
Alle ore 17:00 la Confraternita di Maria SS. del Rosario, si presenta in Duomo in seguito a una breve processione dalla vicina Chiesa di San Giovanni Battista, per la propria ora di adorazione al SS. Sacramento.
- L'adorazione della Confraternita del SS. Crocifisso di Pergusa. Alle ore 17.30 si reca in adorazione al Duomo la confraternita del SS. Crocifisso di Pergusa unica con l'abito con la mantella lunga e con caratteristica visiera rigida. Assieme si muove processionalmente, alla stessa ora, la Compagnia del Terz'Ordine Carmelitano che precede la confraternita del SS. Crocifisso di Pergusa.
- L'adorazione della Confraternita della Passione. I confratelli della Passione muovono dalla Chiesa di San Leonardo alle ore 18:00. Terminata l'ora di adorazione il simulacro ritorna in processione alla chiesa di appartenenza, dopo aver effettuato una breve sosta di preghiera davanti alla Chiesa dell'Addolorata, in ricordo dell'incontro del Cristo con Sua Madre.
- L'adorazione della Confraternita del Santissimo Salvatore
Ultima a muoversi, partendo dalla Chiesa del Santissimo Salvatore alle ore 19:00,

### Lunedì santo

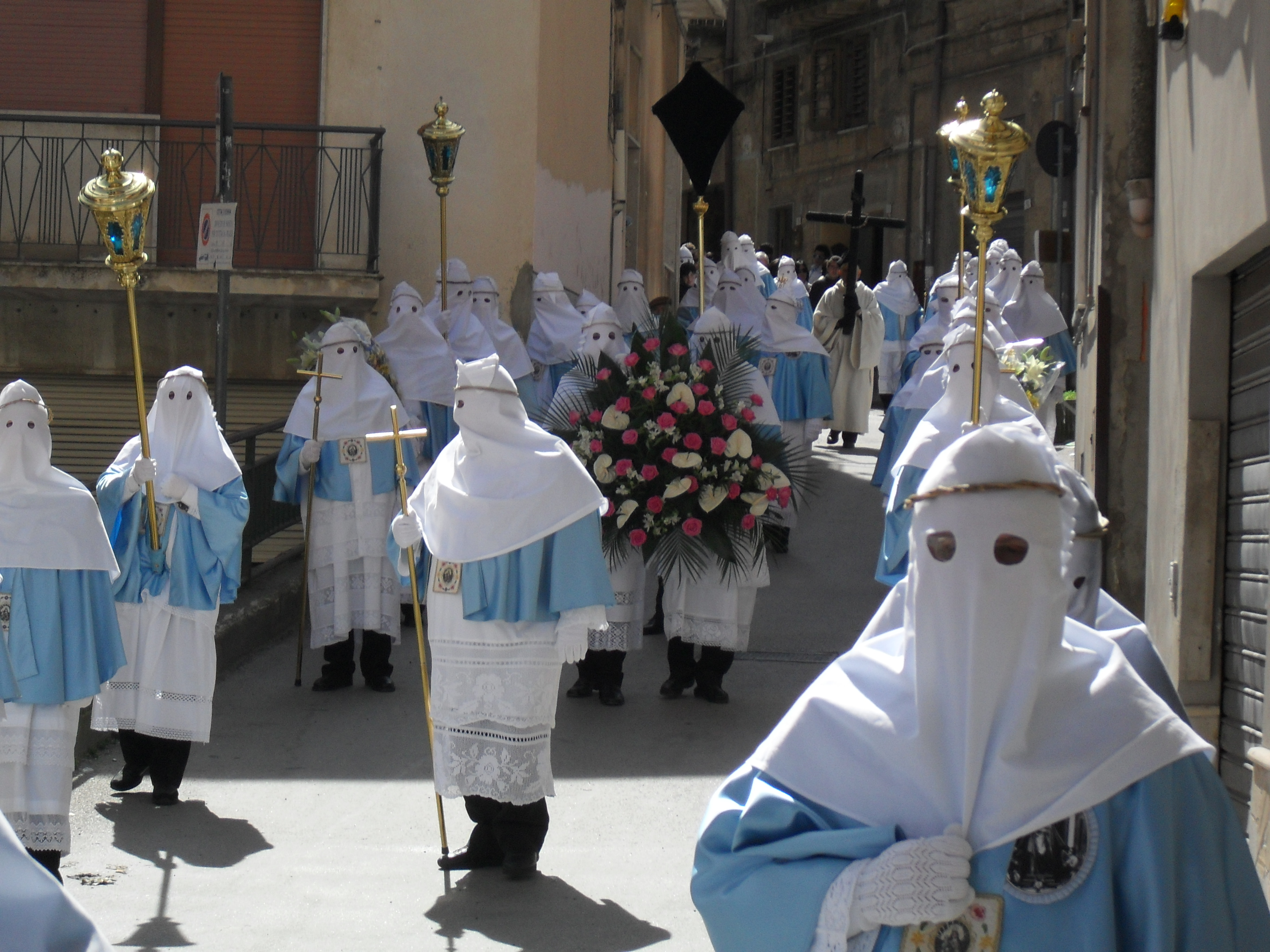
Confraternita di Maria SS. della Visitazione nella suggestiva via Mercato

- L'adorazione della Confraternita di Sant'Anna
Alle ore 09:30, dalla Chiesa di San Cataldo si recano in duomo i confrati di Sant'Anna, che percorrono tutta la via Roma.
- L'adorazione della Confraternita di Maria Santissima della Visitazione[2]. Alle ore 11:00 si recano in duomo, dalla Chiesa di Montesalvo, i confrati di Maria Santissima della Visitazione, che percorrono così Enna Alta per intero dalle viuzze più antiche, attraversando via Montesalvo, via Mercato e quindi tutta la via Roma.
- L'adorazione della Confraternita di Maria Santissima delle Grazie
Alle ore 16:00, dalla Chiesa di Sant'Agostino muove la Confraternita di Maria Santissima delle Grazie che percorre la via Candrilli, la via Mercato Sant'Antonio e la via Roma giungendo infine al Duomo.
- L'adorazione della Confraternita del Santissimo Sacramento
Alle ore 17:00, dalla Chiesa di San Tommaso muove la Confraternita del Santissimo Sacramento, che percorre un notevole tratto della via Roma.
- L'adorazione della Confraternita di Santa Maria La Nuova[2]. Alle ore 18:00 dalla Chiesa della Donna Nuova l'omonimo Collegio si reca in processione al Duomo, percorrendo la via Donna Nuova e la via Roma.

### Martedì santo
- L'adorazione della Venerabile Confraternita dello Spirito Santo
Alle ore 16:00, dalla Chiesa dello Spirito Santo giunge in Duomo la Venerabile Confraternita dello Spirito Santo, attraversando processionalmente via Spirito Santo, piazza San Bartolomeo, via Mercato e via Roma.
- L'adorazione dell'Arciconfraternita delle Anime Sante del Purgatorio[2]. Alle ore 17:00, dalla barocca Chiesa delle Anime Sante che prospetta su piazza Neglia, si muove l'Arciconfraternita delle Anime Sante del Purgatorio che percorre in processione un notevole tratto della via Roma.
- L'adorazione del Collegio di San Giuseppe[2]. Alle ore 18:00, dal Santuario di San Giuseppe parte la processione del collegio omonimo, preceduta dal Terz'Ordine carmelitano scalzo che attraversa via Mercato Sant'Antonio e un breve tratto della via Roma per raggiungere il Duomo.

### Mercoledì santo

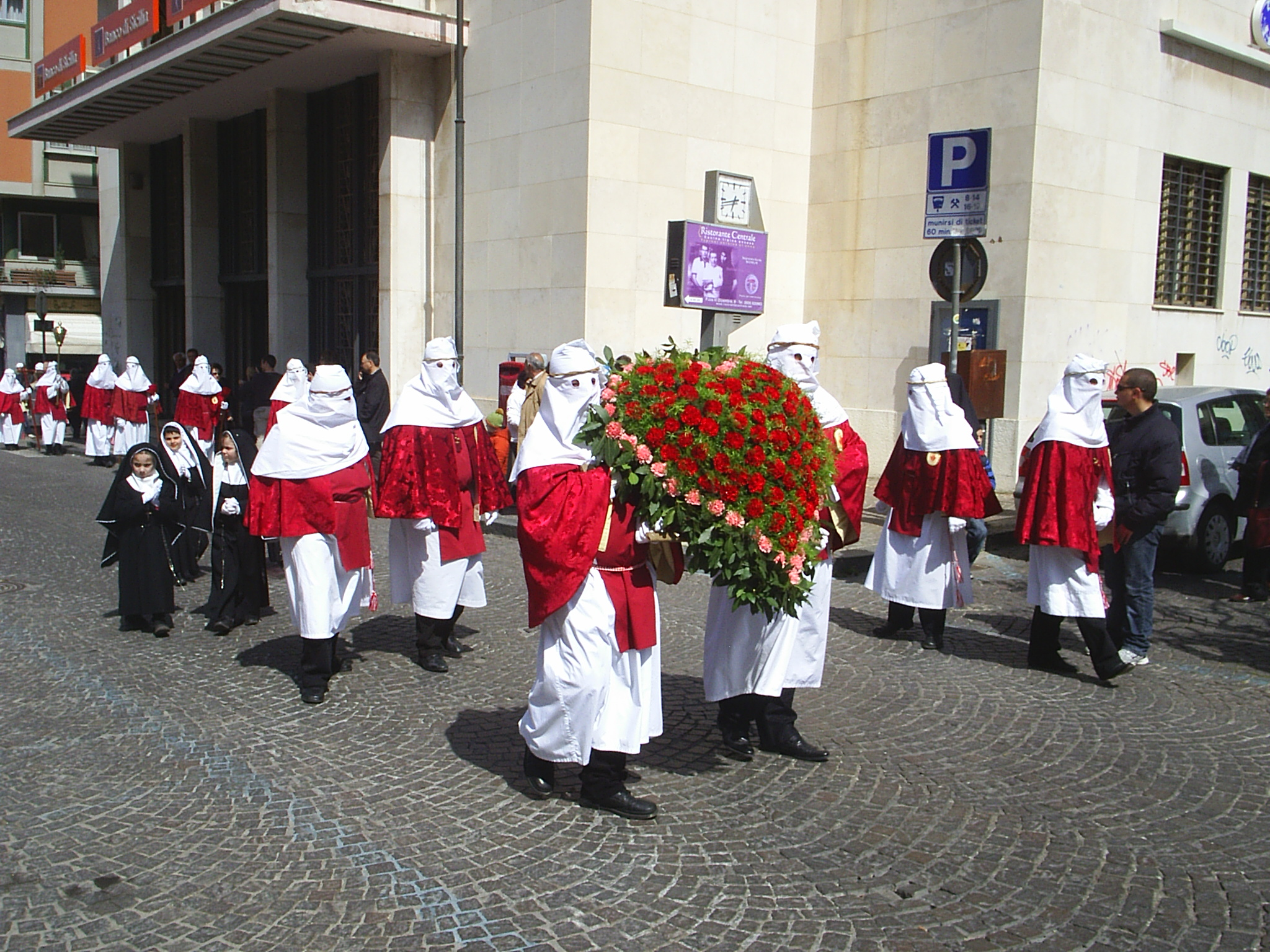
Ora di adorazione della Confraternita del Cuore di Gesù

Le ultime confraternite si recano in adorazione al Duomo
- L'adorazione della Confraternita di Maria SS. di Valverde[2]. Dalla Chiesa della Madonna di Valverde alle ore 9:30, i confrati percorrono in processione via Valverde, piazza San Giorgio, piazza Sant'Agostino, via Candrilli e via Roma fino al Duomo.
- L'adorazione della Confraternita del Sacro Cuore di Gesù
Alle ore 10:30 dalla Chiesa di Santa Maria del Popolo, percorrendo la via Vittorio Emanuele e la via Roma, la Confraternita del Sacro Cuore di Gesù si reca in Duomo per la propria ora di adorazione.
- L'adorazione della Confraternita di Maria Santissima Addolorata[2]. Alle ore 11:30, dalla Chiesa dell'Addolorata la confraternita omonima muove verso il Duomo in processione. I confrati dell'Addolorata formano un imponente cordone umano, coi camici striscianti ed in testa una schiera di bambini vestiti da angioletti o da giovani monache, che percorrono parte della via Roma.
- L'adorazione della Confraternita di Maria Santissima Immacolata
Alle 12:30 anche l'ultima confraternita raggiunge il Duomo muovendo dalla Chiesa di San Francesco d'Assisi, nel pieno centro della città. La confraternita preceduta dal Terz'ordine francescano e dalla Milizia dell'Immacolata giunti in Duomo compiono l'ora di adorazione al SS. Sacramento con la Santa Messa. La processione attraversa via Sant'Agata, via Cascino e la parte superiore di via Roma.

La benedizione e l'uscita in processione del SS. Sacramento

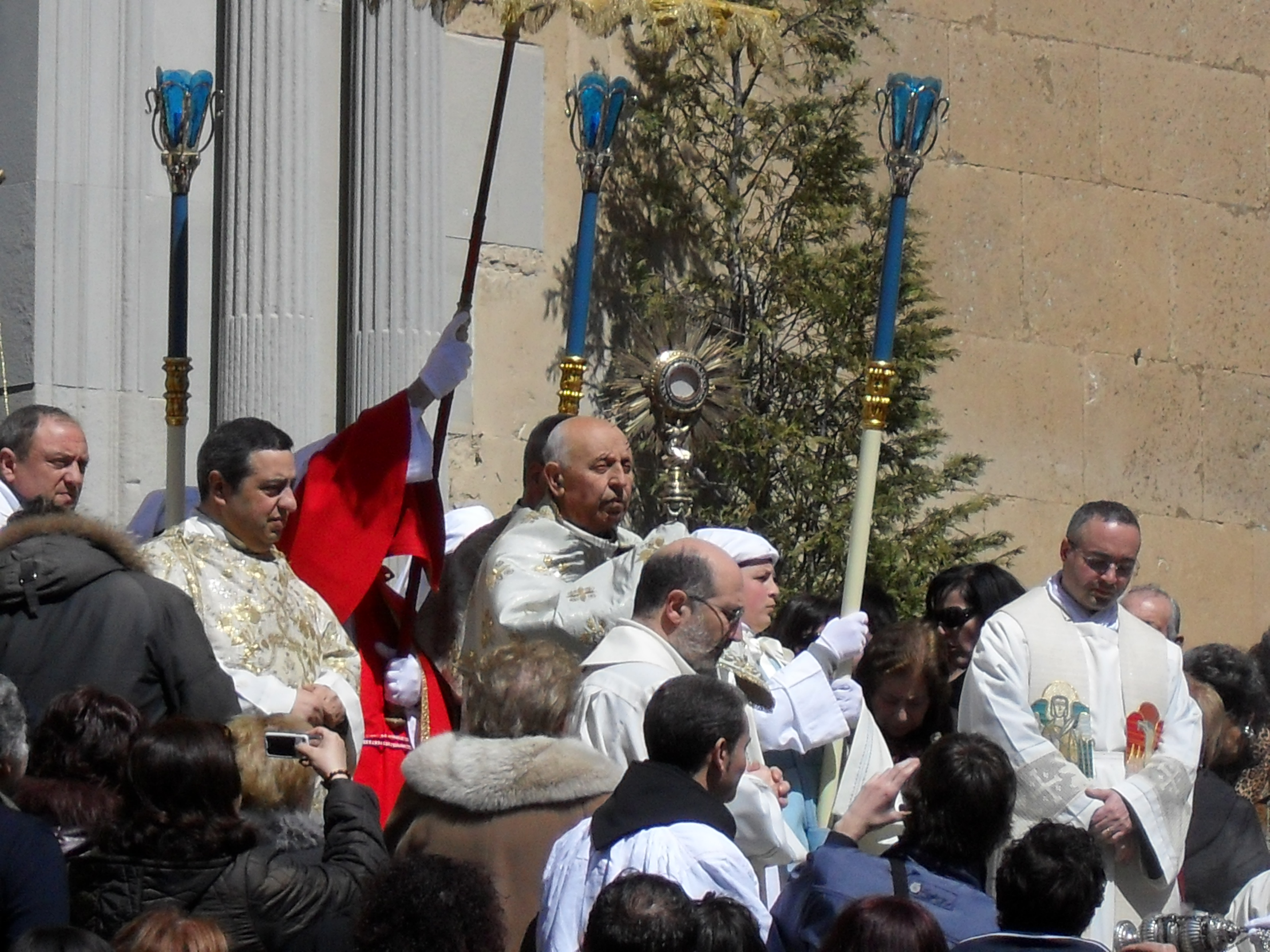
Benedizione con il SS. Sacramento

Alle ore 13:00, quando anche l'ultima confraternita ha effettuato la rituale adorazione al SS. Sacramento, viene celebrata in Duomo la messa di reposizione dell'eucaristia.
Conclusosi questo rito, in Duomo avviene la benedizione del SS. Sacramento, l'oggetto dell'adorazione delle 16 confraternite nei giorni precedenti; il SS. Sacramento viene infatti posto in uno dei preziosissimi ostensori custoditi al Museo Alessi, un vero e proprio capolavoro dell'oreficeria barocca, risalente al 1735.
L'ostensorio è a forma di raggiera ed interamente realizzato in oro, alto 84 cm e largo fino a 39 cm nel diametro della raggiera stessa. Quest'ultima, infatti, è sorretta da un angelo con le ali aperte, ed è riccamente tempestata di preziosissimi smalti e gemme, presenti fra l'altro anche sul fusto e sul piedistallo dell'opera e di colori studiati apposta per rendere un pregevole effetto chiaroscurale. Il valore simbolico di tale ostensorio è anch'esso elevato, giacché il suo fusto è suddiviso in tre sezioni rappresentanti la Fede, la Speranza e la Carità, mentre le miniature di smalto sulla base raffigurano il grano e l'uva, entrambi elementi eucaristici.
La benedizione avviene all'aperto, in piazza Giuseppe Mazzini, sotto il barocco Portale di San Martino e dinanzi a una folla che assiepa l'intera piazza e l'adiacente piazza Duomo. Poi, l'ostensorio d'oro e gemme contenente il SS. Sacramento viene portato in processione per le vie Orfanotrofio, Bagni e la via Roma, un breve ma intensissimo percorso nel consueto bagno di folla, rientrando in Duomo dal portale centrale. A questa processione partecipano le confraternite della giornata con le visiere alzate e i vessilli inalberati.
La rappresentazione vivente della Passione
Dal 1981, su iniziativa della parrocchia del SS. Crocifisso di Pergusa e dell'omonima confraternita, ogni mercoledì Santo, in serata, si svolge nella frazione del Villaggio Pergusa la rappresentazione vivente della Passione e morte di Gesù. La manifestazione, anch'essa molto seguita dai fedeli e dai turisti, si tiene nella piazza principale del Villaggio.

### Giovedì santo

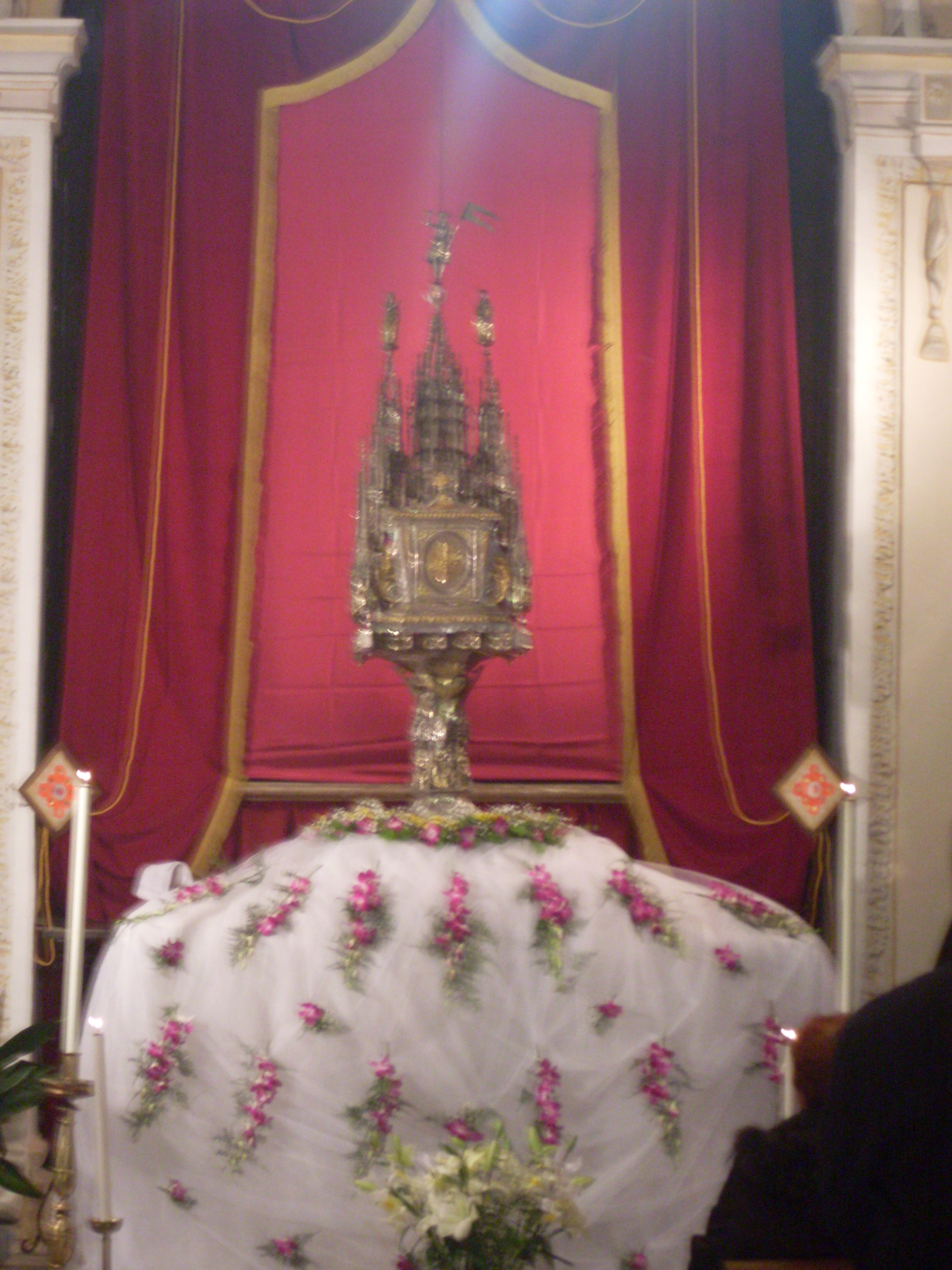
Altare della reposizione in Duomo

Giovedì santo, nonostante funga da spartiacque tra i primi quattro giorni di processioni a ritmo serrato e il grande evento del venerdì Santo, è comunque di grande interesse, poiché l'intera città si concentra sulla lavanda dei piedi in occasione della Messa in "Coena Domini" celebrata in ogni parrocchia, ognuna delle quali si trasforma in méta di incessanti pellegrinaggi che cominciano subito la Messa e si protraggono sino a tarda notte.
Tutte le chiese di Enna allestiscono, infatti, ciascuna il proprio sepolcro, che consiste nell'addobbare l'altare maggiore collocandovi tra l'altro, in artistici tabernacoli e urne di varie forme, l'eucaristia in ostensione, rappresentante Gesù nel sepolcro, appunto. La tradizione, che attecchisce parzialmente anche nelle giovani generazioni, impone la visita di tre sepolcri, la qual cosa determina l'affollamento di tutte le strade su cui si affacciano le chiese, anche quelle più piccole o spesso tenute chiuse ai fedeli.

### La processione del Venerdì santo
Venerdì santo è il giorno clou, il culmine e l'apice dei riti pasquali ad Enna. Stando ai dati resi noti in un'intervista dal presidente del Collegio dei Rettori, sarebbero oltre 20.000 le persone che gremiscono normalmente la città per assistere alla grande processione dei circa 3.000 confrati. L'evento sacro, che è il più importante di Enna assieme alla festa patronale del 2 luglio, è probabilmente quello di maggiore richiamo turistico dell'intera provincia, fatte salve le competizioni motoristiche ennesi all'Autodromo di Pergusa, e da solo incide significativamente sull'intera stagione turistica e sulla funzionalità delle strutture ricettive.
La Processione del Venerdì santo di Enna è stata infatti inserita dalla Regione Siciliana tra gli eventi di attrazione a livello internazionale che si tengono sull'isola, e figura inoltre nell'ambito del Registro delle Eredità Immateriali (REI) della Regione a statuto speciale, ed è congruamente finanziata sia dalla Regione quanto da tutti gli enti locali, in particolare dalla Provincia, e gode altresì di prestigiosi patrocini come quello della Comunità Europea. Migliaia di visitatori provenienti dalle province limitrofe si aggiungono puntualmente alla folla di ennesi e a quella dei turisti, rendendo necessari provvedimenti per il mantenimento dell'ordine pubblico e regolari servizi pubblici gratuiti per l'accesso ai luoghi della processione.
Prima dell'uscita in processione del Cristo Morto dal Duomo
I riti sacri vengono avviati dalla "celebrazione della Passione e morte di nostro Signore Gesù Cristo" che si tiene al Duomo e in tutte le chiese parrocchiali, che consiste nella liturgia della Parola che ha il suo culmine nella lettura del brano evangelico della Passione del Signore secondo Giovanni.
Alla liturgia della Parola, che si conclude con la preghiera universale, segue l'adorazione della Croce: anticamente i canonici della matrice, vestiti con cappuccio viola e la veste che tocca terra, e l'ermellino bianco sulle spalle, scalzi, percorrevano la navata centrale del Duomo in tutta la sua lunghezza, genuflettendosi tre volte per rievocare le tre cadute di Cristo nella salita al Calvario. Inoltre, per riprodurre lo spaventoso boato delle tre cadute di Gesù venivano accatastate delle pesanti sedie che poi erano fatte cadere provocando una fortissima eco fra le mura della chiesa. Giunti all'altare maggiore, essi adorano il prezioso crocifisso ligneo tenuto velato sin dal giorno precedente.
L'urna del Cristo Morto viene portata in Duomo

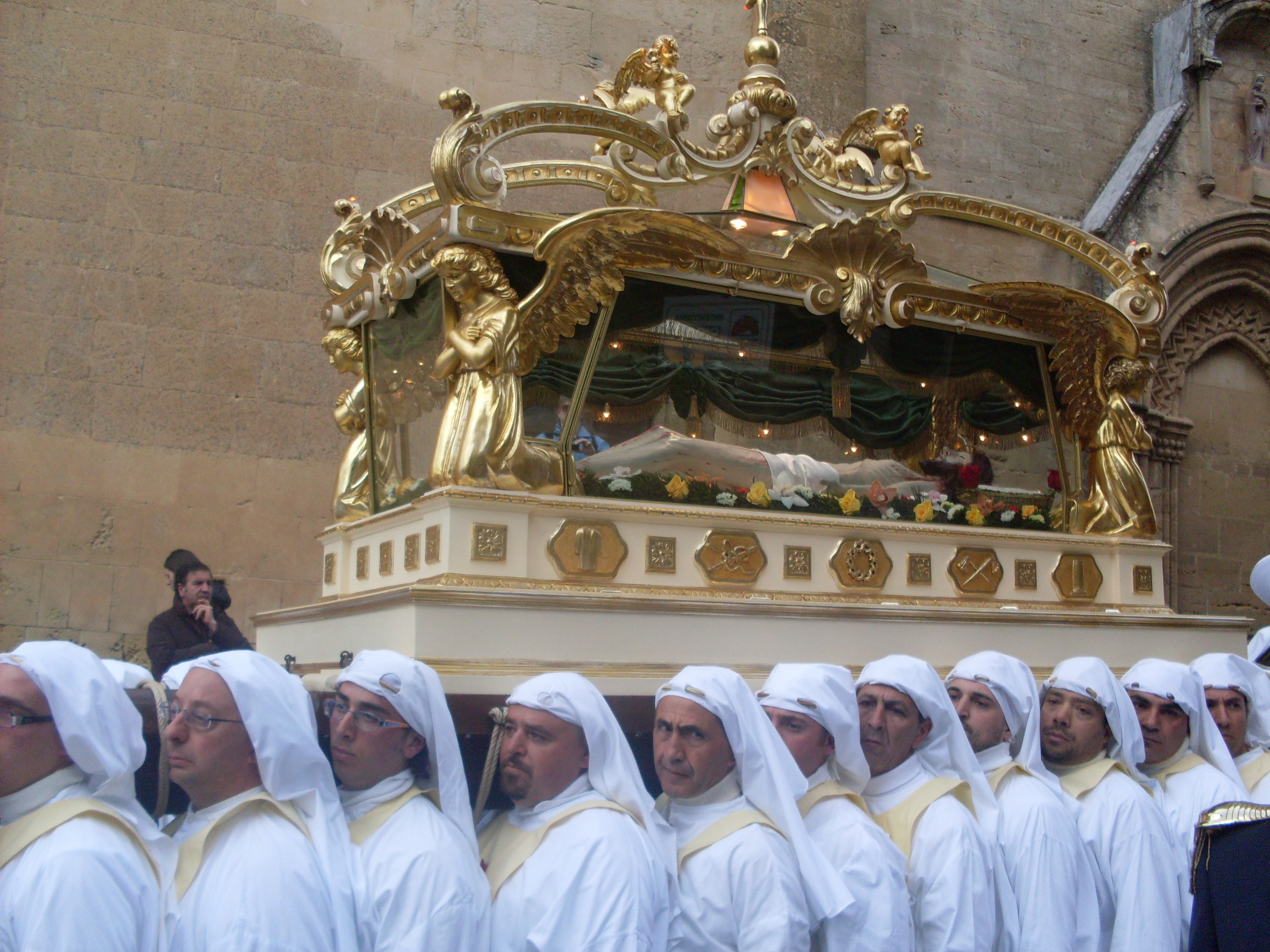
L'urna del Cristo Morto verso il Duomo

Alle ore 17:00, dalla parte superiore della città, i confrati del SS. Salvatore percorrono in processione le vie Salvatore, Portosalvo, Tre Palazzi e Roma per portare al Duomo l'urna del Cristo morto, che attenderà l'arrivo della Madonna Addolorata all'interno del Duomo. L'urna monumentale è un pregiato lavoro di ebanisteria, fatta di legno massiccio lavorato, e laminato in oro zecchino, sormontato da una croce e avente quattro angeli con le ali spiegate posti agli angoli e vetri che rendono visibile il corpo di Gesù contenuto all'interno. Adagiato su una coltre di raso, Cristo è rappresentato coronato di spine e reca molte ferite sanguinanti, con barba e capelli incolti e la bocca digrignata, coperto solo da una stuola bianca.
Prima di questa urna, risalente al 1935, veniva usata una molto più piccola e leggera.
La banda rileva le confraternite
Alle ore 16:30 una delle bande cittadine si reca presso la Chiesa di San Leonardo per accompagnare in processione la Confraternita della Passione, alla quale, durante il tragitto verso il Duomo, si accodano tutte le altre confraternite, men che quelle del SS. Salvatore e dell'Addolorata. Il corteo, abbracciato da due ali di folla lungo le vie del centro storico, sosta presso la Chiesetta dell'Addolorata per consentire alle migliaia di confrati di omaggiare la Madonna Addolorata, la cui statua è già stata collocata sulla cosiddetta vara. Finito questo lungo rito, i confrati dell'Addolorata si dispongono a chiusura della processione e portano all'esterno della chiesa il fercolo della Vergine, che viene posto nel portico per essere ammirato da fedeli.

#### I misteri
Salendo verso il Duomo, la Confraternita della Passione porta, secondo un ordine ben preciso lungo le due file, i cosiddetti "misteri", ovvero i simboli per fare memoriale della passione di Cristo.
Sul lato sinistro si possono individuare: la lanterna che condusse i soldati al Getsemani, la spada di cui San Pietro si servì per tagliare l'orecchio di uno dei soldati, un guanto simboleggiante le mani di Ponzio Pilato, la corona di spine posta sul capo di Gesù, i flagelli con i quali venne frustato, il tamburo che scandì l'ascesa al Calvario, il velo con cui la Veronica asciugò il volto insanguinato del Cristo, i chiodi con i quali fu crocifisso, la scritta INRI posta sulla sommità della croce, i dadi che furono usati dai soldati romani per tirare a sorte le vesti da contendersi, la lancia con la quale Gesù fu ferito al costato, e la scala, con la quale fu deposto dalla croce.
Sul lato destro si notano invece: il calice da cui Gesù bevve nell'ultima cena, la borsa con i trenta denari per i quali Giuda tradì il suo maestro, le funi con cui fu legato, il mantello rosso che lo coprì nel pretorio, una colonna di marmo che ricorda il luogo dove Cristo fu frustato, la canna che gli fu messa tra le mani, la bacinella e la brocca con cui Ponzio Pilato si lavò le mani, la croce che fu caricata sulle spalle di Gesù, il martello che servì per conficcare i chiodi, la tenaglia adoperata per toglierli, la spugna imbevuta di aceto che gli fu data per dissetarsi, e il sudario nel quale fu avvolto prima di essere deposto nel sepolcro.
Ma il più curioso fra tutti i Misteri è certamente il gallo, vivo, ornato con nastri multicolori che a sua volta rappresentano i colori di tutte le varie confraternite, che simboleggia quello che cantò quando San Pietro rinnegò per tre volte di conoscere Gesù.
L'afflusso in Duomo degli incappucciati

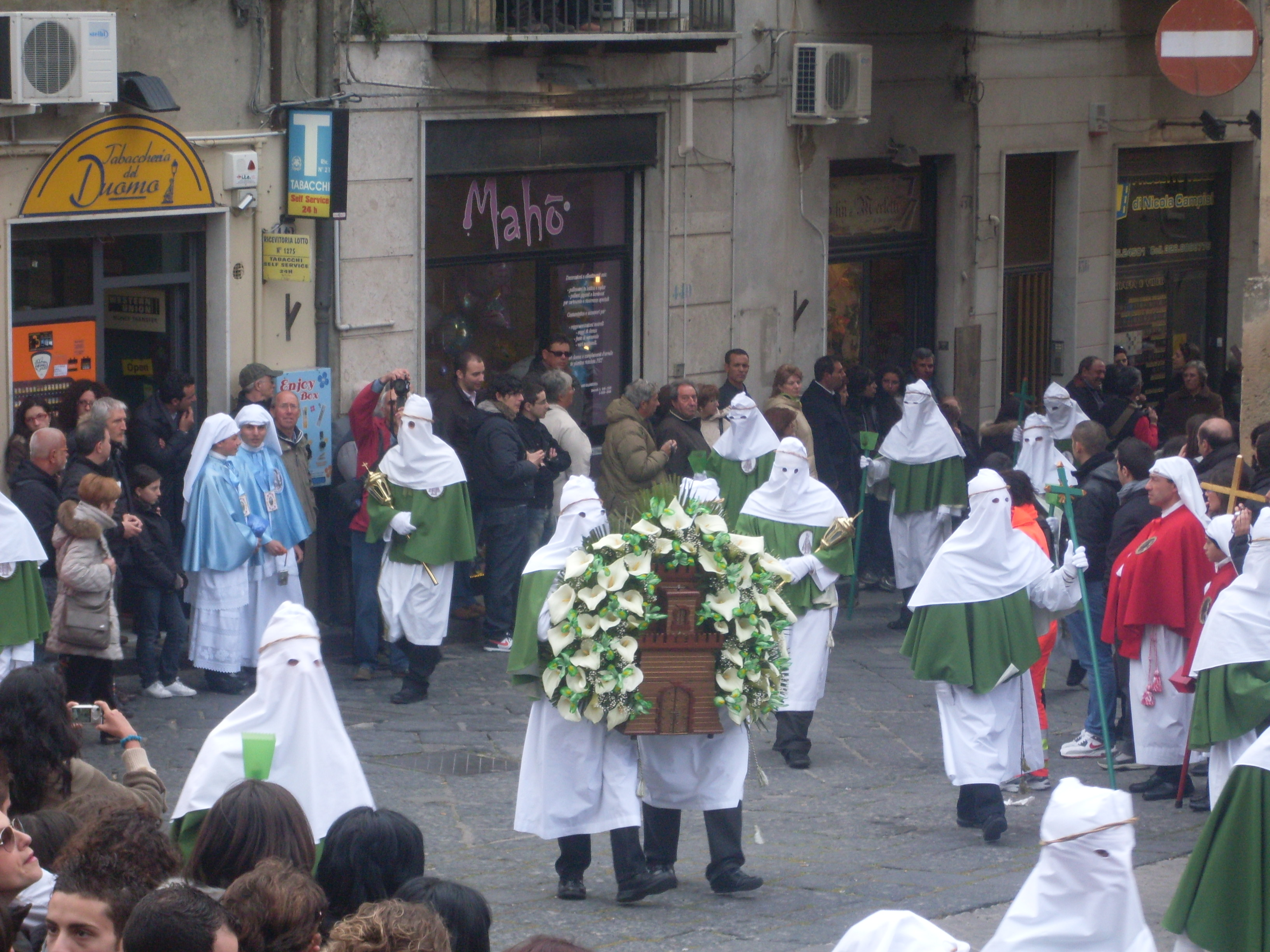
Le confraternite arrivano al Duomo

Intanto, le confraternite arrivano in Duomo in base ad un preciso ordine delle precedenze, che nel 1941 fu discusso addirittura dal Vaticano per risolvere una controversia. Nella fattispecie una divergenza sorta tra le Confraternite di Maria SS. Addolorata e della Donna Nuova fu addirittura risolta dalla Congregazione dei Riti che nel 1941 concesse ai confrati dell'Addolorata il diritto di precedere il loro fercolo nella processione che va dalla chiesa del Mercato S. Antonio e arriva in Duomo. I confrati della Donna Nuova asserivano invece che spettava a loro questo privilegio in quanto la loro confraternita era la più antica tra quelle che accompagnano in Duomo il fercolo della Vergine dei Sette Dolori.
La prima è la Compagnia della Passione che con i "Misteri" apre la processione, preceduta da una banda musicale e anticamente dal coro dei cosiddetti  'mbriachi (ubriachi) che cantavano i lamintanzi, sorta di gemiti di dolore che rievocano la passione di Gesù. Seguono poi, in ordine di fondazione più recente, la Confraternita di Sant'Anna, la Confraternita del SS. Crocifisso di Pergusa, la Confraternita di Maria SS. di Valverde, la Compagnia del SS. Sacramento, la Confraternita di Maria SS. delle Grazie, il Collegio di S. Giuseppe, la Compagnia di Maria SS. del Rosario, la Confraternita di Maria SS. Addolorata, la Confraternita di Maria SS. della Visitazione, la Confraternita del Sacro Cuore di Gesù, la Venerabile Confraternita dello Spirito Santo, la Confraternita di Maria SS. Immacolata, l'Arciconfraternita delle Anime Sante del Purgatorio, il Collegio di Santa Maria La Nuova e infine la Confraternita del SS. Salvatore.
Seguendo l'ordine sopra descritto tutti i confrati entrano in Duomo salendo la gradinata centrale e defluiscono, con forte effetto scenico, all'interno della chiesa: attraversando la navata centrale, essi rendono omaggio al Cristo Morto e poi escono dal portale secondario, in tal modo sono pronti per l'inizio della Processione vera e propria.
Il fercolo della Madonna Addolorata si avvia al Duomo ;

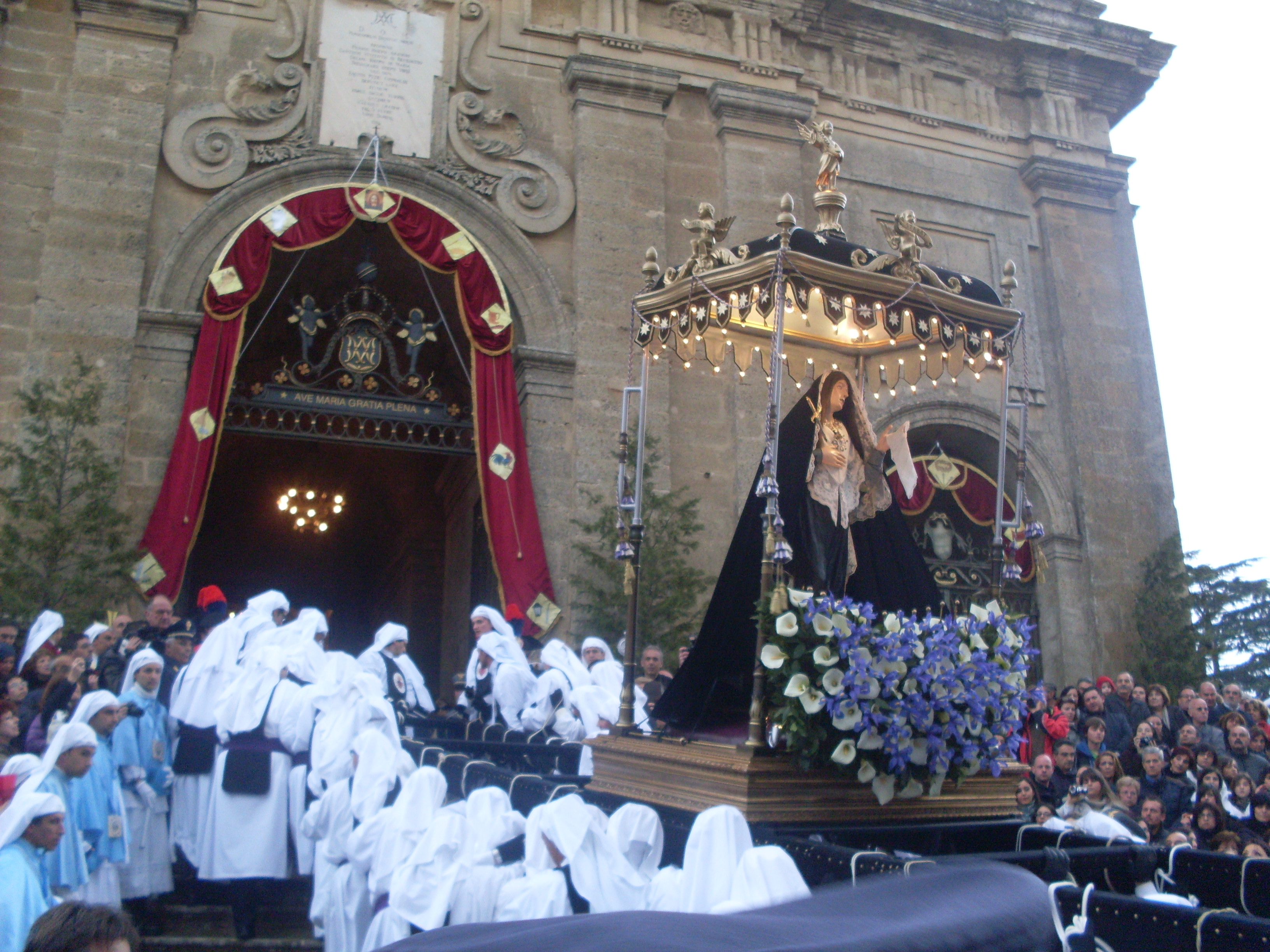
Il fercolo dell'Addolorata arriva in Duomo.

Il simulacro della Madonna Addolorata ricorda quello della "Macarena" di Siviglia. La statua di Maria, appare con il capo reclinato a sinistra ed un'espressione d'angoscia e dolore impressa sul volto, con le labbra socchiuse in un gemito di disperazione, e le mani, a differenza di quanto avviene in gran parte delle statue mariane, non sono giunte, ma una, la destra, stringe il seno in corrispondenza del cuore, trafitto dal dolore, mentre la sinistra afferra un fazzoletto. Il collo è cinto da una preziosa collana d'argento contenente una reliquia. Fino agli anni settanta, il resto del corpo era invece ricoperto di ex voto. La Madonna indossa un ampio manto merlato di velluto nero in segno di lutto, e la "vara", sormontata da una cupoletta, è illuminata da piccole lampadine, con fiori bianchi ai piedi della statua.
Terminata l'esposizione del fercolo dell'Addolorata, alle 18:15 esso viene portato a spalla dai confrati lungo via Mercato Sant'Antonio, viuzza secondaria piena di botteghe che in questa occasione trabocca di gente, superata la quale i confrati si immettono in una via Roma stracolma, lungo la quale muovono il fercolo con un ritmo lento e ondulatorio accentuato dalle marce funebri che sottolineano la tragedia della madre di Gesù che piange suo figlio morto.
Alle 18:40 circa, il fercolo della Madonna Addolorata viene caricato, sempre a spalla dai confrati, sulla grande scalinata del Duomo, e viene posizionato all'interno della Chiesa Madre dove l'attendeva l'urna del Cristo Morto.
La Processione dal Duomo al Cimitero e ritorno

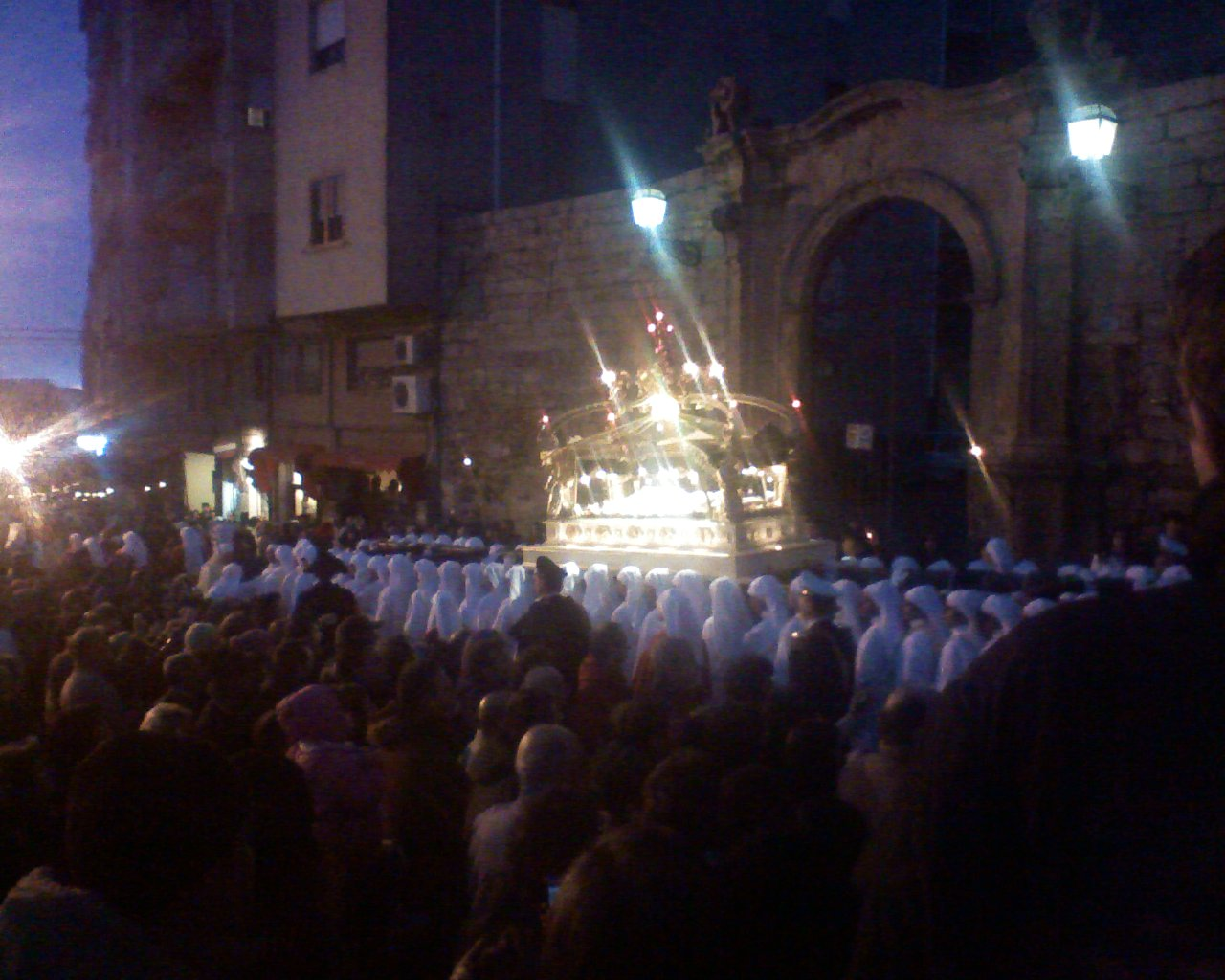
L'urna sfavillante del Cristo Morto si accoda alla processione degli incappucciati lungo via Roma

Entrato il fercolo della Madonna Addolorata in Duomo, alle ore 19:00 cominciano a sfilare in processione e i fercoli di Gesù prima e dell'Addolorata appresso vengono usciti in processione, seguiti dalla banda comunale e preceduti dalla cosiddetta Spina Santa. Si tratta di una preziosa Croce reliquiario in argento del XVI secolo, al cui centro, incastonata in una casella di vetro, si trova una delle spine della corona di Cristo assieme ad un pezzo della sua croce. La croce è innestata in un candeliere decorato allo stesso modo, ovvero con motivi a ramoscelli e fiori dorati, mentre la sua base presenta cesellate delle arpie con possenti ali e grandi artigli. La Spina Santa viene condotta in processione da quando la nobildonna Emilia Grimaldi, principessa di S. Caterina, vi fece sistemare la reliquia donata dai frati Cappuccini e donò la croce al Tesoro del Duomo il 13 marzo 1733 con la precisa volontà che fosse portata in processione il venerdì Santo sino al Cimitero dove si trova la chiesa di S. Paolino (antica sede del Convento dei frati Cappuccini).
Un mesto silenzio accoglie l'uscita dal portale centrale del Duomo della Spina Santa, e dei due fercoli condotti in processione lungo Via Roma: essi discendono lentamente la scalinata della Chiesa Madre sulle note di alcune marce funebri composte apposta per l'occasione nell'Ottocento, e vengono quindi posti al centro di una piazza Duomo stracolma al pari dell'attigua piazza Mazzini per ricevere l'adorazione e le preghiere di una folla silente. L'Urna del Cristo Morto e della Madonna Addolorata vengono issati sulle spalle dei confrati portatori che acquisiscono questo privilegio secondo una delle norme dello statuto proprio di ogni confraternita, dove il diritto al posto si ottiene dopo un periodo di "noviziato" o in eredità da padre in figlio.
Si tratta, probabilmente, della processione più lunga di Sicilia, poiché si snoda per 3,7 km (dal Duomo al Cimitero e viceversa) e vede l'intero centro storico cittadino riempirsi di una calca di migliaia di persone, ordinatamente disposte ai lati della via Roma come in un abbraccio che le due ali di folla stringono ai quasi 2.500 confrati che sfilano per ore con la visiera abbassata attraversando Enna Alta da un capo all'altro.
I confrati, seguendo le note delle marce funebri intonate dalle bande, iniziano il proprio cammino con il suggestivo "passo", una camminata ordinata, appunto al passo, che crea un caratteristico ondeggiamento dei due fercoli, quasi a riprodurre il dolore e la difficoltà del cammino.
La suggestione della Processione del Venerdì santo è data dalla rievocazione di eventi a tutti noti che suscitano la pietà popolare dei fedeli. Tace il caotico traffico ennese, tace il frenetico shopping, si spengono le vetrine dei negozi, delle banche, degli uffici, per lasciare che migliaia di torce collocate in imponenti cordoni luminosi gettino luce quando il sole comincia a calare, senza perciò turbare un'atmosfera di mestizia.
La processione scorre lenta per il corso di via Roma, attraversando tutte le piazze protagoniste della vita cittadina, da piazza Napoleone Colajanni alle piazze Umberto I e VI dicembre, fino ad arrivare alla centralissima Piazza Vittorio Emanuele II, meglio nota come Piazza San Francesco. Nelle piazze sono regolarmente accalcate migliaia di persone.
La processione raggiunge a questo punto piazza Matteotti, l'incrocio cittadino più pesantemente trafficato e abitualmente rumoroso e movimentato: ma all'arrivo dei confrati, che procedono lentamente, la vita frenetica si ferma improvvisamente (l'intero centro storico viene trasformato in una grande isola pedonale sin dal pomeriggio) per cedere il passo all'evento religioso.
Essa si snoda dunque per tutta via Roma, per sopraggiungere poi in via Libertà ed arrivare quindi in un anomalo quadrivio del Monte, dove si accalcano soprattutto i fedeli ad attendere l'arrivo della processione. Percorso per tutta la sua lunghezza il viale Diaz, il solenne corteo raggiunge finalmente il vastissimo spiazzale antistante il cimitero intorno alle 20:45.
Il clero ha naturalmente seguito la processione: un baldacchino ospita il Vescovo, seguito dai monsignori e dai parroci. Anticamente tutti e due i vescovi della provincia di Enna - quello della diocesi di Piazza Armerina e quello di Nicosia assistevano alla processione nel capoluogo.

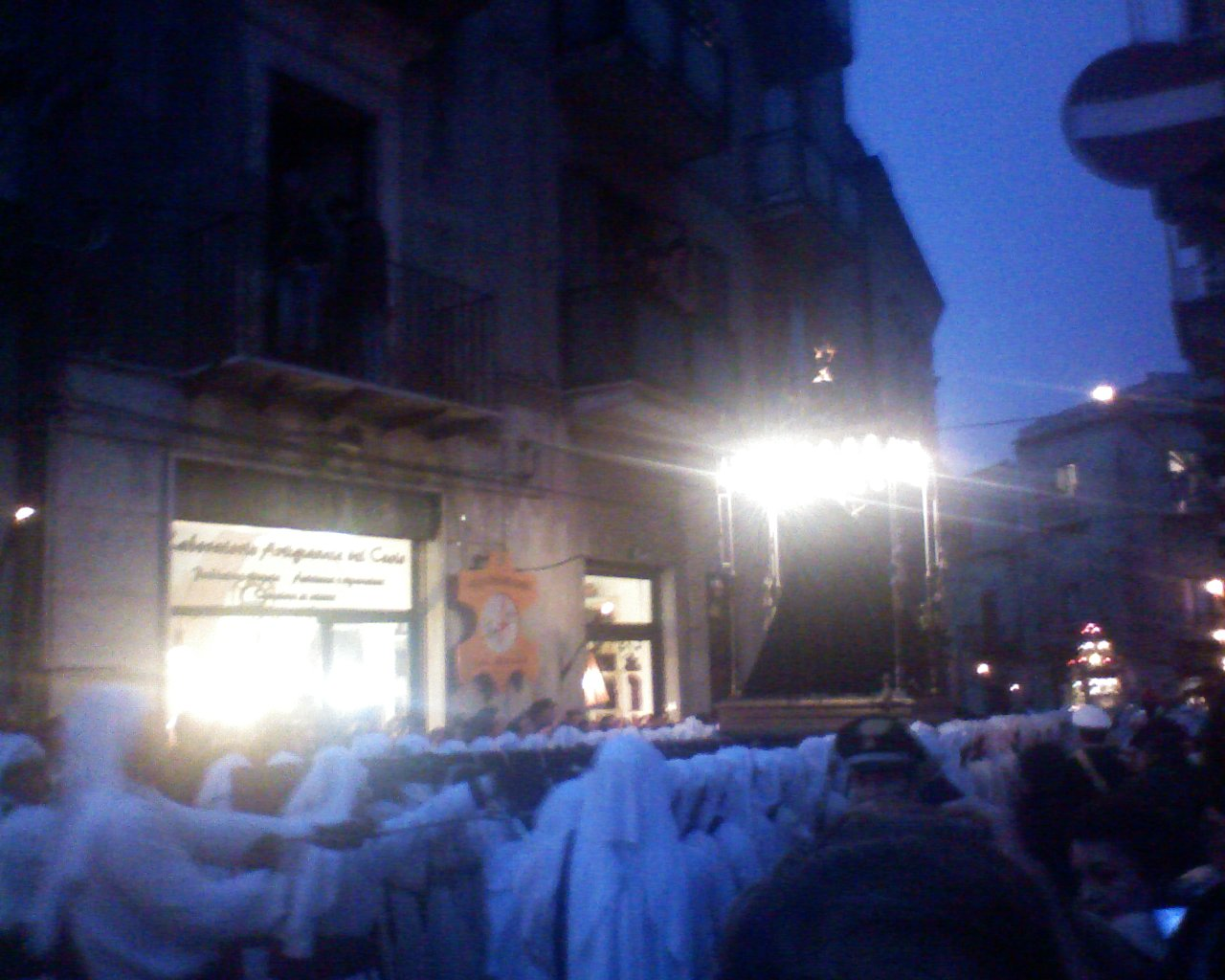
Il fercolo dell'Addolorata segue in processione l'urna di Cristo in una via Roma a luci spente

Una sosta strategica ha luogo dunque nell'enorme spiazzale antistante il Cimitero storico di Enna. Le confraternite defluiscono verso gli spazi loro appositamente riservati, mentre il resto della piazza è occupato dai fedeli in coda. Fino ad alcuni anni fa, da un palco allestito in un angolo da cui l'intera piazza era ben visibile, veniva impartita la solenne benedizione, dopodiché la Spina Santa ed i fercoli del Cristo Morto e della Madonna Addolorata entravano nella Chiesa annessa all'ex Convento dei Cappuccini mentre i tremila confrati ripartivano a volto scoperto. Allo stato attuale qualche cosa è cambiata. La solenne benedizione viene comunque impartita da un palco allestito ad un angolo della piazza ma i fercoli non entrano più nella chiesa a causa di alcuni lavori di restauro che non ne consenteno l'accesso. Inoltre la tradizione secondo la quale tutti i confrati, al ritorno, dovevano procedere con la visiera alzata fino al Duomo, tradizione che risale al 1860, anno in cui la polizia borbonica si vendicò del più clamoroso smacco dei patrioti ennesi, fu abolita nel 1980. Infatti dall'anno successivo, il 1981, si riprese la tradizione della visiera abbassata anche nella processione di ritorno al Duomo. Ciò non toglie che i fatti risalenti al 1860 vengono comunque ricordati dai confrati con un gesto simbolico. Infatti, non appena i confrati di ogni confraternita arrivano nel piazzale antistante il cimitero, giungono all'arco laterale della chiesa di S. Paolino con la visiera abbassata ed escono da quello centrale alzando la visiera, ciò in memoria degli episodi avvenuti in quegli anni.
Dopo questa sosta, la processione riprende procedendo per la via S. Francesco d'Assisi e la via Vittorio Emanuele. In quest'ultima via, stretta ma tanto caratteristica, si può notare quanto sia realmente viva la partecipazione degli ennesi a questa tradizione. I balconi che danno sulla via Vittorio Emanuele sono tutti illuminati con luci appropriate, la gente vi sta in ginocchio, e molti di quanti vedono passare l'urna del Cristo Morto ed il fercolo dell'Addolorata, cercano di sfiorarne il tetto, quasi per una loro eccezionale adorazione. Superata la chiesa di S. Cataldo, in piazza Matteotti, i portatori si avvicendano nei cambi per favorire l'incedere della processione: è così che i confrati più alti passano per ultimi e i più bassi passano nei primi posti delle aste (i baiardi in dialetto ennese) dei simulacri. Risalendo per la via Roma, nonostante l'ora tarda, una folla resta a veder rientrare la processione.
Essa arriva così in Duomo dopo aver percorso la via Mercato S. Antonio ancora illuminata dalle luci delle botteghe allestite con dei fiori.
Poi, l'urna del Cristo morto viene riportata nella propria chiesa, e successivamente il fercolo dell'Addolorata, preceduto da tutte le confraternite, come i parenti e gli amici dopo il funerale, fa ritorno per la via Roma alla chiesa del Mercato S. Antonio, dove praticamente finisce la processione del venerdì Santo.
Ai portatori vengono offerti biscotti e vino. Non molto tempo addietro anche delle fave bollite.

### Domenica di Pasqua

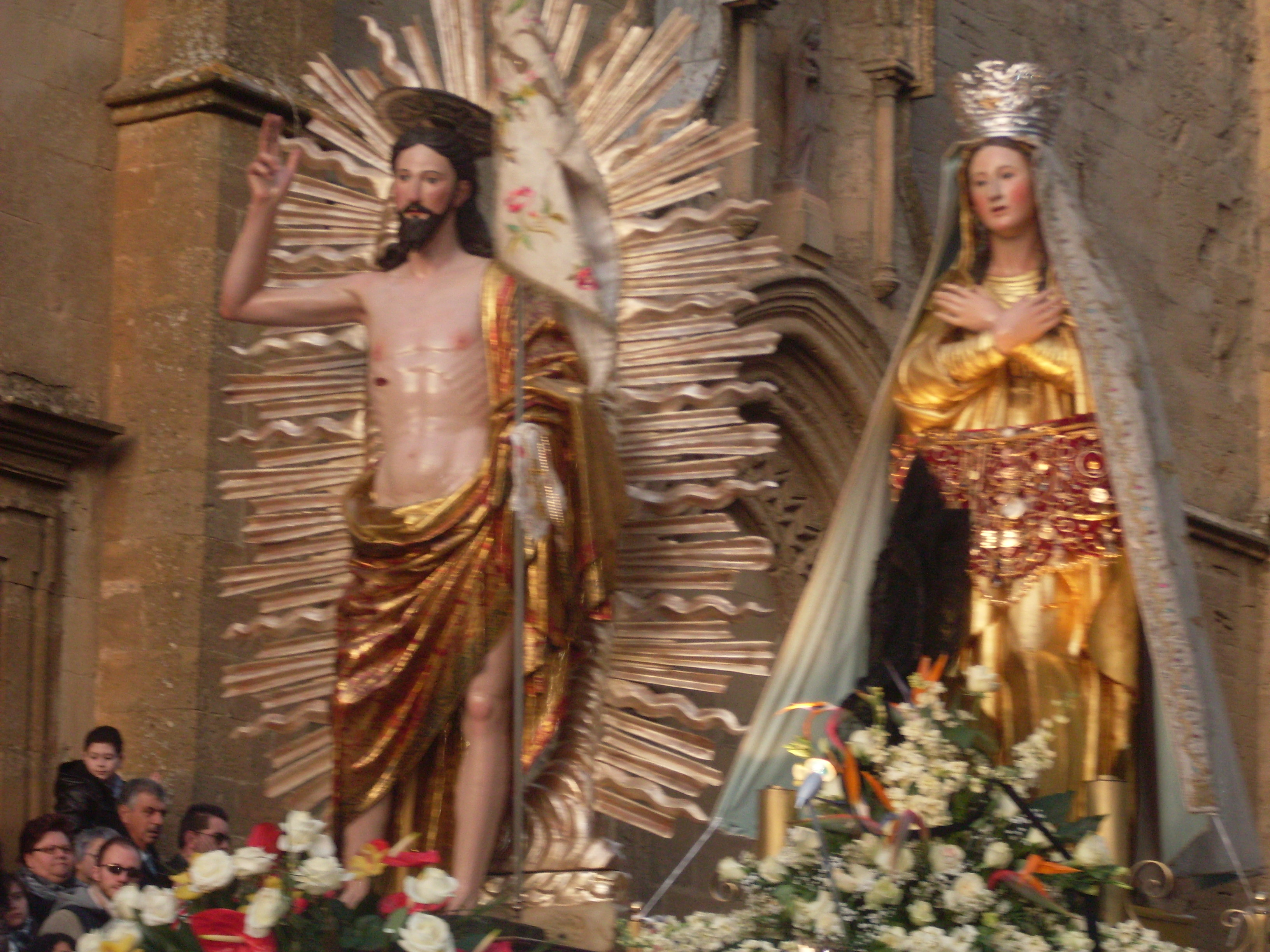
I fercoli di Gesù Risorto e della Madonna si incontrano

La domenica di Pasqua si concludono in grande stile le celebrazioni della Settimana Santa: la festa della Resurrezione ha luogo in piazza Duomo, nel pomeriggio alle 18:00, si svolge la Processione della Pace (Paci in dialetto), durante la quale la Madonna e il Cristo Risorto vengono portati dai confrati in processione, rispettivamente da quelli di San Giuseppe e del SS. Salvatore, per convergere ai piedi della Chiesa Madre. Quando il Cristo Risorto appare all'ombra della mole del Duomo, il velo nero che sino ad allora ha ricoperto la Madre cade, i due fercoli corrono l'uno verso l'altro al suono delle campane che vengono finalmente sciolte, quindi i fercoli vengono portati dentro alla Chiesa Madre dove rimarranno per una settimana.
La commovente cerimonia della Paci è così chiamata giacché, fino al XVI secolo, era questa l'unica occasione in cui gli abitanti veri e propri della città ed i contadini che vi erano stati ghettizzati nel versante occidentale, detto Monte, deportati questi ultimi dai feudi sottostanti, potevano incontrarsi. Infatti, per tutto l'anno un muro, posto dove oggi c'è piazza Matteotti nota appunto come piazza Balata, divideva i cittadini ennesi dai contadini, che celebravano i riti della Settimana Santa separatamente, ma potevano solo a Pasqua e per la settimana successiva accedere in città.

### Dopo la Pasqua
Festa della Donna Nuova
Il sabato successivo alla Pasqua si tiene la Festa della Donna Nuova, organizzata dal Collegio di Santa Maria La Nuova l'uscita in processione - alle ore 19,00 - del simulacro della Donna Nuova, ovvero della Madonna a fine lutto, portato da 60 confrati del collegio dall'omonima chiesa fino al Duomo per l'incontro con il simulacro di Gesù Risorto. Il rientro di Santa Maria La Nuova alla propria chiesa d'origine avviene in tarda serata.
Tali festeggiamenti, che originariamente si svolgevano il martedì e non il sabato dopo Pasqua, sono parte integrante dei riti della Settimana Santa ennese da molti secoli, certamente dal Quattrocento, e nel corso del tempo hanno ricevuto numerosi privilegi concessi dalle massime autorità del Regno: dalla possibilità di rinviare la festa fino a 15 giorni dopo la Pasqua in caso di maltempo, all'acquisto, nel Seicento, di nuove e più belle statue, opera di Giovanbattista Li Volsi da Nicosia.
La Spartenza
L'indomani, Domenica in albis, alle ore 18:00 i confrati del SS. Salvatore, S. Giuseppe e dello Spirito Santo, con le rispettive insegne oltre al simulacro rappresentante la SS. Trinità, riunitisi in duomo, si avviano in processione verso il Castello di Lombardia, seguiti dal sacerdote che impartirà la benedizione dei campi sottostanti le mura del maniero, per avere abbondanti raccolti. Terminata la benedizione e tornati in Chiesa Madre, presso l'adiacente piazza Mazzini si tiene la caratteristica cerimonia della Spartenza (Separazione): i due simulacri, di Cristo e di sua Madre, allontanandosi lentamente l'uno dall'altro mentre il simulacro della SS. Trinità si volge ripetutamente in entrambe le direzioni, tornano ciascuno nella propria chiesa.
Il termine spartenza deriva proprio dal fatto che, nel Basso Medioevo, la settimana di tregua, iniziata con la Pasqua, tra i cittadini ennesi ed i contadini che vi erano ghettizzati, volgeva al termine, e tutti i fedeli si separavano, appunto, facendo ritorno ognuno nella propria parte di città.

## Le confraternite
| Abito | Confraternita                    | Storia | Scopo | Ora di adorazione                                                         | Anno di fondazione |
| ----- | -------------------------------- | --- | --- | ------------------------------------------------------------------------- | ------------------ |
|       | Santissimo Salvatore             | È la più antica delle confraternite ennesi e fu fondata dai frati basiliani, fra contadini, agricoltori e gabellieri. Nel 1672 le fu conferito il privilegio di portare a spalla in processione l'urna con il Cristo morto. | Aiutare i confrati ammalati ed indigenti. | Alle 19 della Domenica delle palme.                                       | 1261               |
|       | Donna la Nuova                   | Costituito subito dopo la scomparsa dei Templari, rappresentava mugnai e panettieri. La chiesa antica era infatti Sede dell'ordine dei Templari. | Lo scopo sociale principale era quello di curare i malati di peste e i derelitti in epoche in cui gli ospedali erano pressoché assenti.                                      | Alle 18 del lunedì santo.                                                 | 1308               |
|       | Spirito Santo                    | Costituita inizialmente come Collegio, riuniva i più ricchi agricoltori, possidenti e massari dell'antica ed importante zona di Fundrisi, fondata dagli esuli del feudo di Fundrò pochi anni dopo il loro arrivo a Castrogiovanni. | Alleviare le sofferenze dei poveri e diseredati. | Alle 16 di Martedì Santo.                                                 | 1416               |
|       | San Giuseppe                     | Nacque dalla fusione di tre confraternite: Passione di San Giuseppe, San Girolamo e Santa Apollonia. Fra i privilegi che le sono stati conferiti vi è quello di portare a spalla la statua della Madonna il giorno di Pasqua. | Avvicinare i laici alla chiesa. | Alle 18 del martedì santo.                                                | 1580               |
|       | Anime Sante del Purgatorio       | Fondata nella Chiesa di San Bartolomeo, aderì alla Compagnia della morte della quale porta le insegne: un teschio su due femori incrociati. Due suoi confrati hanno il privilegio di portare in processione le insegne della città di Enna. | Assistere i condannati a morte e poterne graziare tre ogni giorno 2 novembre in occasione della commemorazione dei defunti.                                                  | Alle ore 17 del martedì santo.                                            | 1615               |
|       | Santissima Passione              | Costituita con bolla del viceré di Sicilia, nel corso dei secoli le sono stati attribuiti molti privilegi fra i quali si ricordano la scorta dell'urna di Cristo e il portare in processione le tavole dei misteri. | Aiutare i poveri durante la loro vita e tumularli da morti. | Alle 18 della Domenica delle palme.                                       | 1660               |
|       | Santissimo Sacramento            | Fondata dall'aristocrazia venne apparentata alla confraternita dei Bianchi. | Assistere i vivi bisognosi e di seppellirli da morti. | Alle 17 del lunedì santo.                                                 | 1687               |
|       | Santa Maria Immacolata           | Costituita da artigiani e commercianti, sorse dalla fusione delle confraternite di sant'Orsola e dei cordigeri. | Assistere i malati. | Alle 12,30 del mercoledì santo.                                           | 1699               |
|       | Santa Maria del Rosario          | Costituita per la prima volta nel 1552. Scioltasi e poi ricostituitasi, la sua rifondazione attuale risale al 1785. | L'assistenza ai poveri vivi e la loro sepoltura da morti. Solo i suoi confrati appartenenti alla nobiltà avevano questo privilegio.                                          | Alle 17 della Domenica delle palme.                                       | 1785               |
|       | Santa Maria di Valverde          | Costituita fra gli agricoltori, prese il nome della Madonna di Valverde, l'antica patrona della città. | Compier opere di carità in favore dei bisognosi e dei derelitti. | Alle 9,30 di mercoledì santo.                                             | 1799               |
|       | Santa Maria delle Grazie         | Costituita dall'unificazione di altre tre confraternite di origine agostiniana, ebbe alterne vicende e fu più volte sciolta e ricostituita. | Dedicarsi ad opere pie. | Alle 16 del lunedì santo.                                                 | 1835               |
|       | Sacro Cuore di Gesù              | Venne fondata da lavoratori delle miniere di zolfo che si trovavano numerose nella provincia di Enna, presso la chiesa di san Paolino. Nel corso degli anni ha dovuto cambiare spesso la sua sede, ma ultimamente ha la sua sede presso la chiesa di Santa Maria del Popolo. | La cura dei poveri e degli infermi. | Alle 10,30 del mercoledì santo.                                           | 1839               |
|       | Santa Maria della Visitazione    | Intitolata alla santa patrona della città. Fra i suoi privilegi vi è quello di sfilare nella processione di luglio in onore della santa patrona della città. | Testimoniare il culto di Maria Santissima della Visitazione e delle anime defunte.                                                                                           | Alle 11 del lunedì santo.                                                 | 1874               |
|       | Santa Maria Addolorata           | Costituita dai rappresentanti di arti e mestieri del capoluogo, ha la sua sede nella chiesa omonima. Fra i suoi privilegi vi è quello di portare in processione l'effigie della Madonna dei Sette Dolori. | La divulgazione del sacramento dell'eucaristia. | Alle 11,30 del mercoledì santo.                                           | 1875               |
|       | Santissimo Crocifisso di Pergusa | Tra le più recenti ad essere fondata, la confraternita nacque fuori dalla città, nel villaggio di Pergusa, fra i devoti del Gesù del lago (Signuruzzu du lacu). I suoi confrati, per il loro vestiario, ricordano da vicino le confraternite spagnole alle quali peraltro si rifanno tutte e sedici le confraternite di Enna. Dalla Domenica delle Palme 2018 è stato integrato a completamento del vestiario un mantello lungo di colore blu con l'effige del SS. Crocifisso ricamato sul lato sinistro del Mantello. | L'adorazione di Gesù in croce. | Alle 17.30 della Domenica delle palme. Dalla Chiesa Maria SS. del Carmelo | 1973               |
|       | Sant'Anna                        | Ultima ad essere costituita fra le confraternite nasce nel marzo 2011. Ha la sua sede nella nuova chiesa di Sant'Anna, nella parte bassa della città, Enna Bassa per l'appunto. I suoi confrati indossano una mantella marrone e uno scapolare dorato. | Divulgare la devozione a sant'Anna, “Mater Matris Dei”, favorire fra i confrati la vocazione universale alla santità e compiere opere di carità nei confronti dei bisognosi. | Alle 09:30 del lunedì santo.                                              | 2016               |

### I simboli
I riti della Settimana Santa ennese, essendo fortemente impostati sul modello di quelli spagnoli, hanno derivato da questi ultimi anche i simboli, vale a dire il tipico abbigliamento dei confrati, con le peculiari vesti.
L'abbigliamento del confrate
I confrati devono attenersi ad un rigido regolamento che ne stabilisce l'abbigliamento durante la processione. L'abbigliamento-tipo del confrate è formato da:
- camice bianco
- cingolo ai fianchi
- corona del rosario
- scapolare
- mantella (in dialetto ennese "mantiglia", dal termine spagnolo "mantillas")
- guanti
- cappuccio con visiera (abbassata durante le processioni della Settimana Santa)
- corona di vimini sul capo

Le mantelline
Essenzialmente, il costume dei confratelli ennesi consta di un lungo camice bianco, stretto ai fianchi da un cingolo, uno scapolare, la mantellina colorata (che nel dialetto ennese è nota come "mantiglia", il perfetto equivalente dello spagnolo mantilla, di eguale pronuncia), i guanti bianchi, il cappuccio con la visiera abbassata e una corona di vimini sul capo a simboleggiare la corona di spine portata da Gesù Cristo durante il calvario.
La parte più vistosa di questi abiti risiede nei loro colori, che variano da confraternita a confraternita e che contribuiscono a rendere la processione del venerdì Santo estremamente coreografica.

## Turismo e impatto mediatico

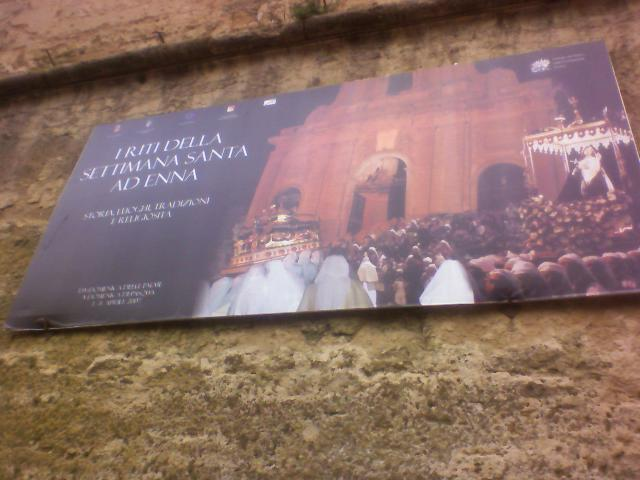
Uno dei cartelli affissi ai principali monumenti ennesi, nella foto a Palazzo Chiaramonte

La Settimana Santa richiama ad Enna un ingente numero di presenze turistiche. secondo le dichiarazioni pervenute dal Comune, si registrano in questa settimana più di 60.000 turisti in città di cui un terzo per il Venerdì santo, dato che non comprende le migliaia di siciliani che da tutte le province dell'isola visitano il capoluogo più alto d'Italia in questa occasione. C'è da specificare che, come avviene per tutte le feste nel Mezzogiorno, l'evento richiama anche ad Enna numerosi immigrati che nei decenni precedenti sono andati a vivere in tutto il mondo. Questo quadro fa ben comprendere quale ruolo le celebrazioni pasquali ennesi rivestano per la stagione turistica dell'intera Sicilia centrale, area non certo prolifica di eventi a grande affluenza.
Rappresentando il culmine della stagione turistica della città, le autorità locali, in occasione del Venerdì santo specialmente, bloccano il traffico stradale nel centro storico, situato nella parte alta della città, e istituiscono un "ponte" che offre ai pellegrini e ai turisti un servizio continuato di bus navetta gratuiti che a ritmo serrato trasportano gli utenti da Enna Bassa a Enna Alta.
Il Venerdì santo, poi, ha uno spessore mediatico considerevole, giacché molte emittenti televisive regionali e satellitari piazzano le proprie troupes lungo tutto il percorso della Processione per trasmetterne le immagini in diretta. Lo stesso Comune riporta inoltre a tal proposito dati d'ascolto, attestando che l'audience ha raggiunto i «5 milioni e mezzo di spettatori per il terrestre e 132 milioni per il satellitare».
I riti del 2007 sono stati infine presentati a Roma con una duplice tappa: prima i rappresentanti delle 15 confraternite ennesi accompagnati dalle massime autorità locali hanno illustrato le celebrazioni al Papa Benedetto XVI, poi si è tenuta presso la Chiesa di Maria SS. odigitria dei Siciliani una conferenza di un certo risalto. È difatti tradizione da alcuni anni che l'apertura della Settimana Santa sia preceduta da convegni e conferenze stampa solitamente ospitati dall'Università Kore di Enna.